# Antoinette-Thérèse Des Houlières
Antoinette-Thérèse Des Houlières, née le 31 mai 1659 à Rocroi et morte le 8 août 1718 à Paris, est une poétesse française.

## Biographie
Antoinette-Thérèse Des Houlières naît le 31 mai 1659. Elle est la fille d'Antoinette Des Houlières et de Claude Gaultier. Elle a trois frères et sœurs, mais elle est la seule à survivre à ses parents. Sa mère, Corneille lui-même, sont ses professeurs ainsi que le poète Isaac de Benserade, qui en a dit Fille d'une merveille et merveille elle-même.
Elle fait publier les œuvres de sa mère.

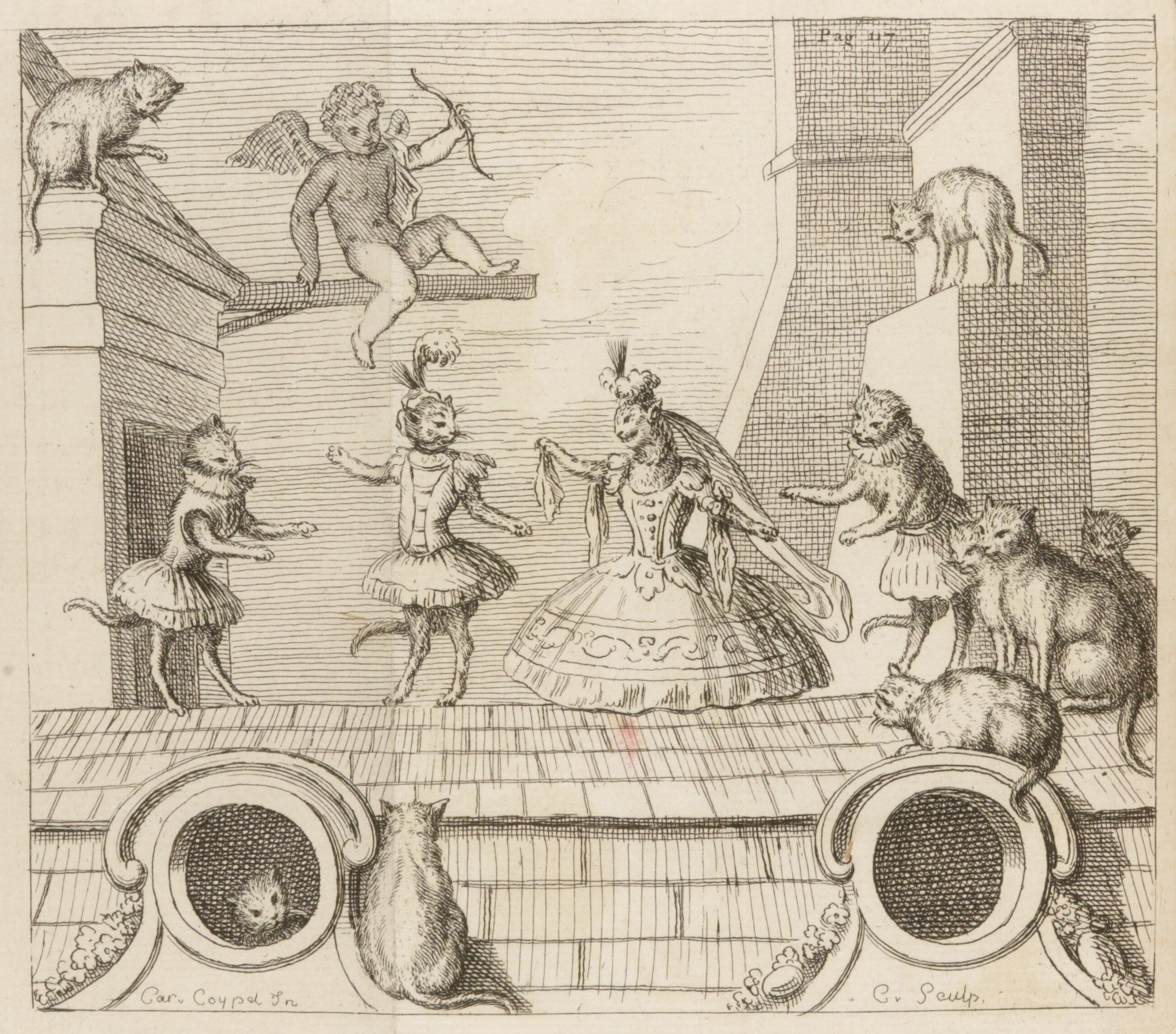
Gravure de Caylus d'après un dessin de Charles-Antoine Coypel, illustrant la pièce La Mort de Cochon, d'Antoinette-Thérèse Des Houlières

La Mort de Cochon qu'elle a écrite est une tragédie héroïque à la manière de Corneille. Il s'agit en réalité d'une parodie de tragédie écrite pour amuser ses amis, où les personnages sont tous des chats ou des chiens. Ce sujet montre les relations que les deux dames des Houlières entretenaient avec la cour de France[réf. nécessaire]. 
Elle est membre de l'Académie des Ricovrati. Emportée comme sa mère par un cancer du sein, elle est inhumée dans l'église Saint-Roch de Paris le 9 août 1718 dans la cave de la chapelle de la Vierge.

## Œuvres
- Œuvres de Madame Deshoulières et de Mademoiselle Deshoulières, tome 1 (lire en ligne sur Gallica)
- Œuvres de Madame Deshoulières et de Mademoiselle Deshoulières. Nouvelle édition augmentée, tome 2 (lire en ligne sur Gallica)
  - Ode couronnée par l'Académie française